# Bonifacio I Del Carretto
Bonifacio I Del Carretto (... – Savona, 1199) è stato un vescovo cattolico italiano.
Bonifacio apparteneva alla famiglia Del Carretto, ma non è chiaro con quale relazione di parentela con il suo predecessore alla cattedra vescovile. Rinunciò ai suoi diritti sul castello di Segno (odierna frazione di Vado Ligure) a vantaggio del comune di Savona.